# Gamaret

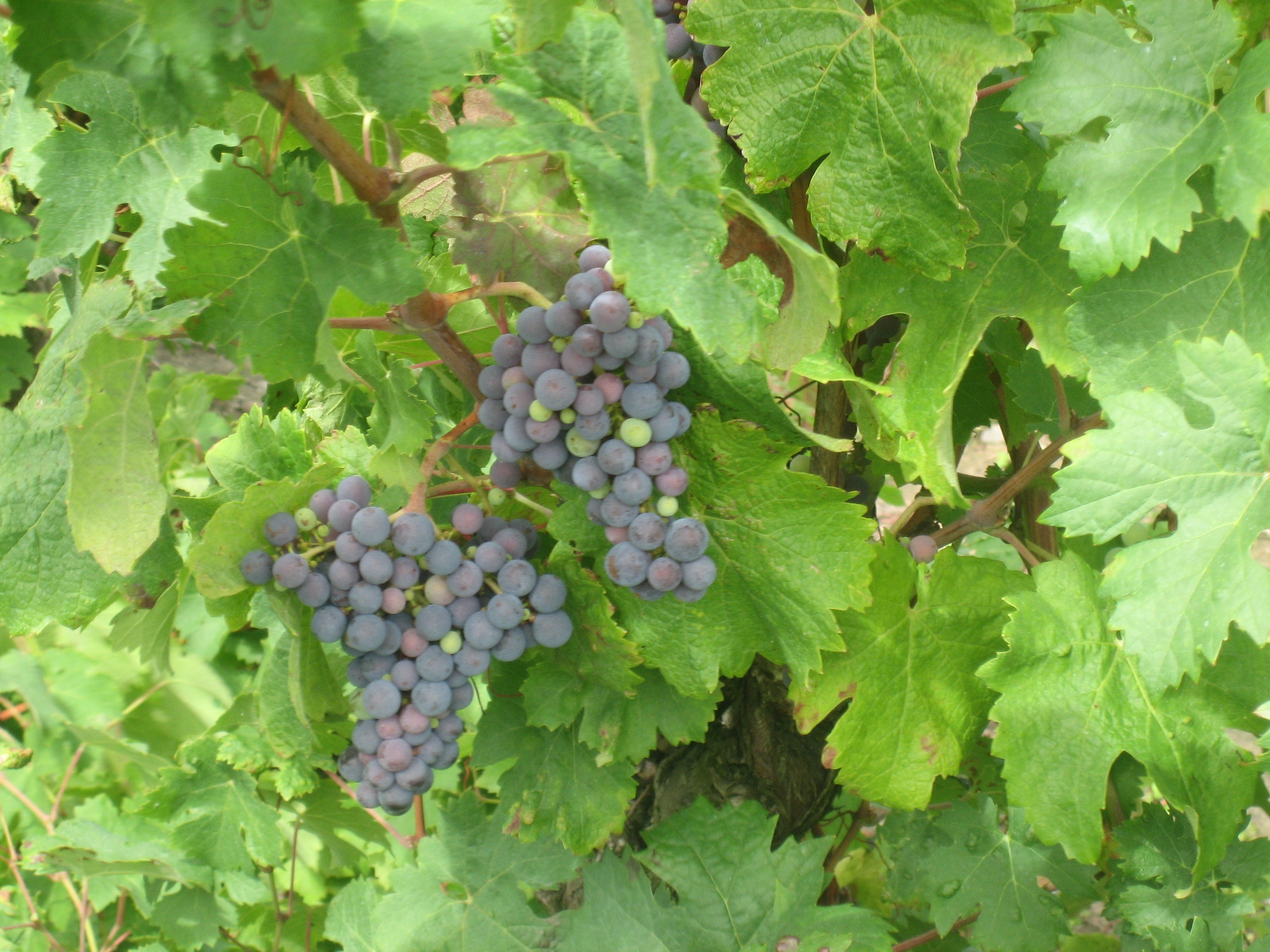
blauw druivenras

Gamaret is een rode druif uit Zwitserland, waarvan wijn gemaakt wordt.
In 1970 is de soort ontstaan door een kruising van de Gamay Noir à Jus Blanc en de Reichensteiner met het doel een alternatief te maken voor de pinot noir. De Zwitserse regio Romandië heeft de hoogste productie.

## Kenmerken
De druif is vroeg rijp en heeft het voordeel dat het weinig rot kent. Hierdoor kan men de druif zonder probleem laten hangen totdat hij tot volle ontwikkeling is gekomen. De wijn van de gamaret is dieprood van kleur en kent dus meer kleurpigment dan de pinot noir. De wijn van deze druif kan goed opgevoed worden in eikenhouten vaten, hetgeen een hoge mate van complexiteit oplevert en tannine toevoegt waardoor de wijnen lang kunnen worden bewaard. 
Typische aroma's zijn rijpe pruimen en kersen, soms ook nog aangevuld worden met peper, vlier en  braam.
Alhoewel hij bestaat als mono-cépage, vaker ziet men een blend met druiven zoals Garanoir, Gamay en Pinot Noir.

## Synoniemen
- Pully B-13